# Sarpsborg BK
Sarpsborg BK, bildad 14 juni 1989, är en bandyklubb i Sarpsborg. Klubben blev norska mästare i bandy för herrar säsongen 1991/1992.